# 사피어-심프슨 허리케인 등급
| 사피어-심프슨 허리케인 등급 | 사피어-심프슨 허리케인 등급 | 사피어-심프슨 허리케인 등급 |
| 등급                        | 풍속                        | 파고                        |
| --------------------------- | --------------------------- | --------------------------- |
| 5                           | ≥70 m/s ≥136 kt             | ≥5.5 m ≥19 ft               |
| 4                           | 59 ~ 69 m/s 114 ~ 135 kt    | 4.0 ~ 5.5 m 13 ~ 18 ft      |
| 3                           | 50 ~ 58 m/s 96 ~ 113 kt     | 2.7 ~ 3.7 m 9 ~ 12 ft       |
| 2                           | 43 ~ 49 m/s 83 ~ 95 kt      | 1.8 ~ 2.4 m 6 ~ 8 ft        |
| 1                           | 33 ~ 42 m/s 64 ~ 82 kt      | 1.2 ~ 1.5 m 4 ~ 5 ft        |
| 추가 구분                   |                             |                             |
| 열대폭풍                    | 18 ~ 32 m/s 34 ~ 63 kt      | 0 ~ 0.9 m 0 ~ 3 ft          |
| 열대저기압                  | 0 ~ 17 m/s 0 ~ 33 kt        | 0 m 0 ft                    |

사피어-심프슨 열대저기압 등급(Saffir-Simpson Hurricane Scale, 약자: SSHS)은 지속적인 바람의 세기에 따라 열대저기압, 열대폭풍을 분류하는 기준이다.

## 역사
1969년에 토목공학자 허버트 사피어와 미국의 국립 허리케인 센터 관장, 밥 심프슨이 함께 고안했다. 이 기준계는 열대 저기압이 상륙할 때 미칠 피해를 수치적으로 예상하는데 사용된다. 일반적으로 사피어-심프슨 등급은 대서양과 날짜 변경선 동쪽의 북태평양에서 형성되는 열대 저기압(허리케인)에 대해서 사용된다.
최초의 기준계는 사피어가 허리케인 상습 피해 지역을 위한 저비용 주택을 연구하기 위해 위원회에 있을 때 고안되었다. 연구 과정에서 사피어는 허리케인이 미칠 영향을 기술할 수 있는 단순한 기준계조차도 없다는 것을 깨달았다. 지진에 쓰이는 리히터 규모의 유용함을 알고 있던 그는 풍속에 기반을 둔 1–5의 다섯 등급을 고안했다. 사피어는 국립 허리케인 센터에 이를 넘겼고, 심프슨이 폭풍 해일과 침수에 의한 영향을 추가했다. 이 기준계에서는 강우량이나 지리적 특성이 고려되지 않으므로, 3등급 열대저기압이 주요 도시에 미치는 피해가, 5등급 열대저기압이 외딴 지역에 입히는 피해보다 클 수도 있다.

## 등급 구분

### 1등급
| 1등급     | 1등급          | 1등급       | 1등급              |
| --------- | -------------- | ----------- | ------------------ |
| 평균 풍속 | 33 ~ 42 m/s    | 64 ~ 82 kt  | 2024년 태풍 마리아 |
| 평균 풍속 | 119 ~ 153 km/h | 74 ~ 95 mph | 2024년 태풍 마리아 |
| 파고      | 1.2 ~ 1.5 m    | 4 ~ 5 ft    | 2024년 태풍 마리아 |
| 중심 기압 | 980 ~ 989 hPa  | 28.94 inHg  | 2024년 태풍 마리아 |

건축물의 구조적인 피해는 전무하나, 방비를 제대로 하지 않은 창문이 파손되고 단단히 매어놓지 않은 이동식 주택이나 관목, 나무가 쓰러질 수 있다. 해안에 침수나 부두에 높은 파도 등으로 인한 구조물 손상 등의 사소한 피해가 있을 수 있다.
1등급의 열대저기압에는 허리케인 베스, 허리케인 제리, 허리케인 이스마엘, 허리케인 가스톤, 2000년 태풍 프라피룬, 허리케인 노엘, 1999년 태풍 올가, 2011 태풍 녹텐, 2011 태풍 므르복, 2012년 태풍 담레이, 2012년 태풍 하이쿠이, 2013년 태풍 룸비아, 2013년 태풍 짜미, 2013년 태풍 페바, 2014년 태풍 파사이, 2014년 태풍 타파, 2014년 태풍 갈매기, 2015년 태풍 메칼라, 2015년 태풍 린파, 2016년 태풍 오마이스, 2016년 태풍 민들레, 2016년 태풍 도카게, 2017년 태풍 사올라, 2018년 태풍 쁘라삐룬, 2018년 태풍 우쿵, 2018년 태풍 리피, 2019년 태풍 프란시스코, 2019년 태풍 타파, 2019년 태풍 나크리, 2019년 태풍 풍웡, 2020년 태풍 하구핏, 2020년 태풍 메칼라, 2020년 태풍 구지라, 2020년 태풍 찬홈, 2020년 태풍 사우델, 2021년 태풍 참피, 2021년 태풍 츰파카, 2021년 태풍 꼰선, 2022년 태풍 차바, 2022년 태풍 망온, 2022년 태풍 므르복, 2022년 태풍 꿀랍, 2022년 태풍 날개, 2023년 태풍 담레이, 2024년 태풍 마리아 등이 있다.

### 2등급
| 2등급     | 2등급          | 2등급              | 2등급                |
| --------- | -------------- | ------------------ | -------------------- |
| 평균 풍속 | 43 ~ 49 m/s    | 83 ~ 95 kt         | 2024년 태풍 에위니아 |
| 평균 풍속 | 154 ~ 177 km/h | 96 ~ 110 mph       | 2024년 태풍 에위니아 |
| 파고      | 1.8 ~ 2.4 m    | 6 ~ 8 ft           | 2024년 태풍 에위니아 |
| 중심 기압 | 965 ~ 979 hPa  | 28.50 ~ 28.91 inHg | 2024년 태풍 에위니아 |

지붕이나 문 등이 파손될 수 있고, 제대로 방비해 놓은 창문이 파손될 가능성이 높다. 농작물이나 이동식 주택 등에 적지 않은 피해가 발생한다. 침수 피해가 발생할 수 있고, 무방비로 정박된 소형 선박이 파도로 인해 떠내려갈 수 있다.
2등급의 열대저기압에는 허리케인 카롤, 허리케인 디애나, 허리케인 에린, 허리케인 마티, 허리케인 주안, 사이클론 카타리나, 2004년 태풍 라나님, 2005년 태풍 맛사, 2008년 태풍 갈매기, 2009년 태풍 모라꼿, 2009년 태풍 켓사나, 2010년 태풍 말라카스, 2011년 태풍 선까,  2012년 태풍 사올라, 2013년 태풍 파북, 2013년 태풍 피토,  2014년 태풍 마트모, 2015년 태풍 할롤라, 2016년 태풍 메아리, 2017년 태풍 네삿, 2017년 태풍 하토, 2017년 태풍 상우, 2017년 태풍 독수리, 2017년 태풍 카눈, 2017년 태풍 담레이, 2017년 태풍 덴빈, 2018년 태풍 종다리, 2018년 태풍 산산, 2018년 태풍 마니, 2018년 태풍 우사기, 2019년 태풍 미탁, 2019년 태풍 너구리, 2019년 태풍 갈매기, 2021년 태풍 인파, 2021년 태풍 말로, 2022년 태풍 도카게, 2022년 태풍 로키, 2022년 태풍 네삿, 2023년 태풍 구촐, 2023년 태풍 탈림, 2023년 태풍 도라, 2024년 태풍 에위니아 등이 있다.

### 3등급
| 3등급     | 3등급          | 3등급              | 3등급                |
| --------- | -------------- | ------------------ | -------------------- |
| 평균 풍속 | 50 ~ 58 m/s    | 96 ~ 113 kt        | 2023년 태풍 하이쿠이 |
| 평균 풍속 | 178 ~ 209 km/h | 111 ~ 130 mph      | 2023년 태풍 하이쿠이 |
| 파고      | 2.7 ~ 3.7 m    | 9 ~ 12 ft          | 2023년 태풍 하이쿠이 |
| 중심 기압 | 945 ~ 964 hPa  | 27.91 ~ 28.47 inHg | 2023년 태풍 하이쿠이 |

건물과 담장이 파손될 수 있다. 이동식 주택이 파괴된다. 해안의 침수로 인해 소형 건축물이 파괴되고, 대형 건축물들이 떠내려가는 파편들로 인해 크고 작은 피해를 입는다. 내륙에도 침수 피해가 발생할 수 있다.
3등급의 열대저기압에는 허리케인 엘마, 허리케인 프랜, 허리케인 이지도, 허리케인 잔느, 허리케인 아이린, 허리케인 샌디, 태풍 페이, 2008년 태풍 너구리, 2008년 태풍 펑선, 2008년 태풍 누리,  2010년 태풍 곤파스, 2010년 태풍 파나피, 2012년 태풍 마와르, 2012년 태풍 쁘라삐룬, 2012년 태풍 손띤, 2013년 태풍 우딥, 2013년 태풍 나리, 2013년 태풍 크로사, 2015년 태풍 크로반, 2015년 태풍 무지개, 2016년 태풍 남테운, 2017년 태풍 바냔, 2018년 태풍 솔릭, 2019년 태풍 크로사, 2019년 태풍 펑선, 2019년 태풍 판폰, 2020년 태풍 봉퐁, 2020년 태풍 바비, 2020년 태풍 몰라베, 2022년 태풍 무이파, 2023년 태풍 하이쿠이 등이 있다.

### 4등급
| 4등급     | 4등급          | 4등급              | 4등급            |
| --------- | -------------- | ------------------ | ---------------- |
| 평균 풍속 | 59 ~ 69 m/s    | 114 ~ 135 kt       | 2024년 태풍 개미 |
| 평균 풍속 | 210 ~ 249 km/h | 131 ~ 155 mph      | 2024년 태풍 개미 |
| 파고      | 4.0 ~ 5.5 m    | 13 ~ 18 ft         | 2024년 태풍 개미 |
| 중심 기압 | 920 ~ 944 hPa  | 27.17 ~ 27.88 inHg | 2024년 태풍 개미 |

담장이 붕괴되고, 지붕이 완파될 수 있다. 큰 건축물이 막대한 피해를 입을 수 있다. 해안 지역에 큰 침식이 일어나며, 내륙 지역에서도 침수가 발생한다.
4등급의 열대저기압에는 허리케인 갈베스톤, 허리케인 헤젤, 허리케인 휴고, 허리케인 이리스, 허리케인 이고르, 허리케인 구스타브, 허리케인 헥터, 사이클론 나르기스, 1987년 태풍 셀마, 2002년 태풍 루사, 2002년 태풍 봉선화, 2003년 태풍 소델로, 2003년 태풍 차타안, 2003년 태풍 임부도, 2004년 태풍 수달, 2005년 태풍 룽왕, 2006년 태풍 짠쯔, 2006년 태풍 에위니아, 2006년 태풍 산산, 2006년 태풍 상산, 2006년 태풍 제비, 2006년 태풍 두리안, 2007년 태풍 위투, 2007년 태풍 마니, 2007년 태풍 우사기, 2007년 태풍 나리, 2007년 태풍 위파, 2007년 태풍 크로사, 2007년 태풍 가지키, 2008년 태풍 람마순, 2008년 태풍 나크리, 2008년 태풍 실라코, 2008년 태풍 하구핏, 2009년 태풍 구지라, 2009년 태풍 밤꼬, 2009년 태풍 파마, 2010년 태풍 차바, 2011년 태풍 망온, 2011년 태풍 로키, 2011년 태풍 네삿, 2011년 태풍 날개, 2012년 태풍 구촐, 2012년 태풍 비센티, 2012년 태풍 덴빈 2012년 태풍 볼라벤, 2013년 태풍 솔릭, 2013년 태풍 우토르, 2013년 태풍 우사기, 2013년 태풍 다나스, 2013년 태풍 위파, 2014년 태풍 너구리, 2014년 태풍 람마순, 2014년 태풍 판폰, 2015년 태풍 히고스, 2015년 태풍 찬홈, 2015년 태풍 낭카, 2015년 태풍 고니, 2015년 태풍 킬로, 2015년 태풍 두쥐안, 2015년 태풍 곳푸, 2015년 태풍 참피, 2015년 태풍 인파, 2015년 태풍 멜로르, 2016년 태풍 라이언록, 2016년 태풍 말라카스, 2016년 태풍 메기, 2016년 태풍 송다, 2016년 태풍 사리카, 2017년 태풍 노루,  2017년 태풍 란, 2017년 태풍 탈림, 2018년 태풍 즐라왓, 2018년 태풍 시마론, 2019년 태풍 레끼마, 2019년 태풍 링링, 2019년 태풍 파사이, 2019년 태풍 부알로이, 2019년 태풍 간무리, 2020년 태풍 마이삭, 2020년 태풍 하이선, 2020년 태풍 밤꼬, 2021년 태풍 냐토, 2022년 태풍 말라카스, 2023년 태풍 독수리, 2023년 태풍 카눈, 2023년 태풍 란, 2023년 태풍 고이누, 2024년 태풍 개미, 2024년 태풍 
산산, 2024년 태풍 끄라톤등이 있다.

### 5등급
| 5등급     | 5등급     | 5등급       | 5등급              |
| --------- | --------- | ----------- | ------------------ |
| 평균 풍속 | ≥70 m/s   | ≥136 kt     | 2023년 태풍 볼라벤 |
| 평균 풍속 | ≥250 km/h | ≥156 mph    | 2023년 태풍 볼라벤 |
| 파고      | ≥5.5 m    | ≥19 ft      | 2023년 태풍 볼라벤 |
| 중심 기압 | <920 hPa  | <27.17 inHg | 2023년 태풍 볼라벤 |

주거지와 산업 건물, 도로, 거대한 나무 등이 파괴될 수 있고, 소형 건축물이 완전히 붕괴되기도 한다. 침수로 인해 해안 저지대에 막대한 피해를 입힌다. 해당 등급의 태풍이 지나갈 것으로 예상되는 모든 지역에서 대피령을 발령한다.

5등급의 열대저기압에는 허리케인 카밀, 허리케인 앨런, 허리케인 린다, 허리케인 미치, 허리케인 카트리나, 허리케인 리타, 허리케인 윌마, 허리케인 딘, 허리케인 필릭스, 허리케인 앤드루, 허리케인 매슈, 허리케인 어마, 허리케인 마리아, 사이클론 가필로, 허리케인 요타, 사이클론 야사, 허리케인 아이크무로토 태풍, 1953년 태풍 테스, 1958년 태풍 아이다, 1959년 태풍 사라, 1959년 태풍 베라, 1961년 태풍 낸시, 1979년 태풍 팁, 1997년 태풍 위니, 2000년 태풍 사오마이, 2003년 태풍 매미, 2005년 태풍 나비, 2006년 태풍 사오마이, 2006년 태풍 이오케, 2007년 태풍 스팟, 2008년 태풍 장미, 2009년 태풍 초이완, 2009년 태풍 멜로르, 2009년 태풍 니다, 2010년 태풍 메기, 2011년 태풍 무이파, 2011년 태풍 난마돌, 2012년 태풍 산바,  2012년 태풍 즐라왓, 2013년 태풍 프란시스코, 2013년 태풍 레끼마, 2013년 태풍 하이옌, 2014년 태풍 너구리, 2014년 태풍 람마순, 2014년 태풍 할롱, 2014년 태풍 제네비브, 2014년 태풍 봉퐁, 2014년 태풍 누리, 2014년 태풍 하구핏, 2015년 태풍 마이삭, 2015년 태풍 노을, 2015년 태풍 돌핀, 2015년 태풍 사우델로르, 2015년 태풍 앗사니, 2016년 태풍 네파탁, 2016년 태풍 므란티, 2016년 태풍 차바, 2016년 태풍 하이마, 2016년 태풍 녹텐, 2018년 태풍 마리아, 2018년 태풍 제비, 2018년 태풍 망쿳, 2018년 태풍 짜미, 2018년 태풍 콩레이, 2018년 태풍 위투, 2019년 태풍 우딥, 2019년 태풍 하기비스, 2019년 태풍 할롱, 2020년 태풍 고니, 2021년 태풍 수리개, 2021년 태풍 찬투, 2021년 태풍 민들레, 2021년 태풍 라이, 2022년 태풍 힌남노, 2022년 태풍 난마돌, 2022년 태풍 노루, 2023년 마와르, 2023년 태풍 사올라, 2023년 태풍 볼라벤, 2024년 야기 등이 있다.

## 같이 보기
- 보퍼트 풍력 계급